# Dorothy Dwan
Dorothy Dwan, pseudonimo di Dorothy Ilgenfritz (Sedalia, 26 aprile 1906 – Ventura, 17 marzo 1981), è stata un'attrice statunitense.

## Carriera
Fu interprete di circa 40 film tra il 1922 e il 1940.

## Vita privata
Sposata tre volte, il secondo marito fu Larry Semon, in Italia conosciuto anche come Ridolini, a cui restò legata per tre anni dal 1925 fino alla morte di Semon avvenuta nel 1928.

## Filmografia parziale
- Breed of the Border, regia di Harry Garson (1924)
- La seconda vita di Arturo Merril (Sinners in Silk), regia di Hobart Henley (1924)
- Il mago di Oz (The Wizard of Oz), regia di Larry Semon (1925)